# Джордж Гербнер
Джордж Гербнер (англ. George Gerbner); 8 серпня 1919 — 24 грудня 2005) – дослідник масової комунікації, який вивчав вплив телебачення на світосприйняття індивідів. Автор теорії культивації та явища «синдрому злого світу».

## Біографія

### Раннє життя
Дж. Гербнер народився влітку 1919 року в Будапешті, Угорщина. З дитинства проявляв інтерес до написання поезії, цікавився фольклором. У 19 років зайняв перше місце на національному літературному конкурсі серед учнів старших шкіл, куди Гербнера відправила гімназія, де він здобував освіту. Після перемоги директор гімназії виправив всі оцінки Гербнера з різних предметів на «А», що відкрило перед юнаком перспективи для вступу до престижного університету.

### Потрапляння до США
У 1939 році Гербнер був викликаний до лав угорської армії, у зв’язку з чим залишив країну та відправився до Парижу. За словами Гербнера, він не був проти служби в збройних силах, але не хотів служити в армії держави, яка підтримувала нацизм. З Франції Гербнер планував вирушити до Сполучених Штатів Америки, де перебував його зведений брат (від першого шлюбу матері). Транзитом через Мексику (оскільки стосунки країн США та Угорщини були зіпсовані, одразу здобути візу було складно) Гербнеру вдалось отримати дозвіл на потрапляння до Сполучених Штатів.
Там він здобув диплом журналіста Каліфорнійського університету та влаштувався до місцевої газети, в якій виконував великий обсяг функцій (від коректора до помічника редактора).
У 1942 році одержав повістку до Збройних Сил США. У Другій світовій війні брав участь в якості парашутиста, та в січні 1945 року разом зі своєю групою висадився на Австрійсько-Словенському кордоні на територію супротивника, де виконував оперативні завдання до закінчення війни. Після капітуляції нацистської Німеччини Гербнер був відправлений до Австрії, де його місія полягала в пошуку угорських військових злочинців. Одним з тих, кого Гербнер допоміг затримати, був Деме Стояї.

### Викладацька діяльність
У 1946 році в Будапешті одружився з Ілоною Кутас (пізніше в них народилось двоє дітей) та повернувся до США. У 1951 році ступінь магістра за роботу під назвою «Телебачення та навчання», ще через чотири роки здобув ступінь доктора філософії, написавши дисертацію «Назустріч загальній теорії комунікації».
У 1964 році став директором школи з комунікації ім. В. Анненберга Пенсильванського університету. На цій посаді працював до 1989 року та допоміг навчальному закладу вийти в лідери США в контексті наукових досліджень на тему комунікації. Під його наглядом школа випускала «Журнал з комунікації» (англ. «Journal of Communication»), створила першу в світі енциклопедію з дисципліни «комунікація» та започаткувала у Вашингтоні проект, який об’єднував викладачів та дослідників комунікаційної сфери в столиці США.
За внесок у розвиток науки 1979 року Гербнер був названий одним з членів Міжнародної Комунікаційної Асоціації.
Після виходу на пенсію викладав у Темпльському та Віллановському університетах.
Помер у грудні 2005 року у віці 85 років.

## Ключові ідеї

### Теорія культивації
Теорія культивації стверджує, що, чим довше індивід будь-якого віку дивиться ТБ-програми, тим більше він сприймає реальний фізичний світ за тими параметрами, які зображені на телебаченні. Тобто, ТБ здійснює безпосередній вплив на реальне життя глядачів, транспортуючи власні культурні індикатори.
Важливим аспектом даної теорії є те, що ТБ має розглядатись дослідниками загалом, без поділу на окремі тематичні випуски, програми тощо. Гербнер у своїй праці «Життя з телевізором: динаміка процесів культивації» разом з колегами Л. Гросом, М. Морганом та Н. Сігноріеллі аргументував цю тезу тим, що (станом на 1986 рік, коли була опублікована праця):
• телебачення відрізняється від інших типів медіа своєю централізованою масовою продукцією та використанням такого набору картинок та посилань (повідомлень), який зорієнтований на все населення;
• більшість ТБ-продуктів є ідентичними за своїм складом та зверненням до аудиторії;
• у зв’язку з тенденцією до збільшення кількості годин, які індивіди проводять перед телевізором, вибірковість ними програм зменшується.

### Емпірична база
У 1967 році Гербнер разом з Л. Гросом розпочав проект, присвячений виявленню культурних індикаторів телебачення. Протягом наступних одинадцяти років було проаналізовано 1437 ТБ-програм в США, 4106 і 10429 головних та другорядних персонажів відповідно з щорічною типізацією основних картинок й посилань.
На основі цього неодноразово проводились дослідження з опитуванням респондентів. Методологія даних досліджень була однаковою: респондентам пропонувалось два варіанта відповідей на те чи інше питання, причому перший співвідносився з відображенням справ у реальному фізичному просторі, а другий з показниками у ТБ-програм. Наприклад: який відсоток чоловіків країни залучений до правоохоронних органів, 1% (реальна картина) чи 10% (згідно з даними в телевізійних програмах)?
Після цього відбувалось порівняння результатів «помірних» та «запеклих» телеглядачів (відповідно до кількості годин, які вони проводили перед телевізором).
У праці «Життя з телевізором: динаміка процесів культивації» Гербнер з колегами навів ряд отриманих даних. Основними висновками авторів були:
- уявлення «запеклих» та «помірних» глядачів про реальний світ різнились по тим ключовим пунктам, які транслювало телебачення;
- чим меншою була взаємодія індивідів з іншими у фізичному просторі, тим сильнішою була культивація (особливо у випадку з дітьми);
- головним чинником була відповідність думок «запеклих» глядачів культурним індикаторам ТБ, навіть тим, які відрізнялись від показників реального світу.

### Мейнстримінгта резонанс
Крім того, розкид відповідей у «запеклих» глядачів був набагато меншим, ніж у «помірних». Таким чином, Гербнер та його послідовники дійшли висновку, що телебачення призводить до процесу мейнстримінгу – явища, за яким ТБ-продукти стирають відмінності між соціальним, культурним та демографічним фоном глядачів.
Також Гербнер вивив явище резонансу, за яким власний досвід індивіда збігається з подіями, які він бачить на екранах телевізору, і що, в підсумку, посилює ефект культивації.

### Культурні індикатори телебачення
Взагалі, найбільш поширеними культурними індикаторами телебачення, які спотворювали реальну ситуацію в США, Гербнер зазначив такі (на основі також інших публікацій науковця:
- існування міфу про середній клас (близько семи з десяти головних героїв ТБ-програм були представниками цього класу);
- демографічні перекоси (чоловіки кількісно втричі переважали жінок, чорношкірих героїв було дуже мало);
- жіночі герої були переважно молодшими за чоловічі;
- іспанці та мексиканці у переважній більшості зображувались як представники нижчих соціальних категорій;
- головних героїв з бідним економічним становищем майже не було (менше 2%);
- так само майже не зустрічались головні герої з особливими потребами (менше 2%);
- особи літнього віку зустрічались лише у 3% ТБ-продуктах;
- обмеженість здібностей (зокрема, професійних) жінок;
- переоцінювання випадків порушення закону;
- переоцінювання робочої завантаженості представників правоохоронних служб;
- тощо.

### Синдром злого світу
У своїх працях Гербнер вирішив більш детально зупинитись на феномені переоцінювання кримінальної складової та, відповідно, всіх культурних індикаторів ТБ, які стосувались насильства.
Згідно з дослідником, демонстрація насильства на телебаченні не впливає прямо на скоєння глядачами подібних актів в реальному житті (тут доречніше розглядати взаємодію індивідів з іншими в фізичному просторі), але здійснює вплив на їхнє уявлення про світ. «Запеклі» глядачі після регулярного перегляду ТБ драматизують (особливо в кількісному плані) рівень криміналітету навколо себе та ідентифікують світ як страшне та небезпечне місце.
Як зазначив Гербнер у спільній з колегою М. Морганом роботі «Синдром злого світу: насильство в медіа та культивація страху»: «З точки зору теорії культивації, якщо я бачу картинку зі знущаннями, загрози небезпеки, власне небезпеки, концепцію того, що в світі так багато насильства, я перебуваю під ризиком. Ні, я не буду думати, що, коли я піду вниз по вулиці, то натраплю на грабіжника. Але я боятимусь йти вниз по вулиці вночі, боятимусь заходити у тунелі, боятимусь незнайомців, боятимусь пересікти вулицю, коли побачу когось, хто здаватиметься мені небезпечним».
Отже, синдром злого світу призводить до того, що глядачі (в першу чергу «запеклі»):
- переоцінюють свої ризики стати жертвами насильства;
- більше бояться гуляти вночі;
- переоцінюють кількість випадків, коли правоохоронним органам доводиться застосовувати зброю;
- вірять у зростання показників криміналу, навіть коли статистика стверджує інше;
- більш схильні вважати своє середовище небезпечним;
- взагалі, менше довіряють іншим.

### Концепція «щасливого насильства» на ТБ
На думку Гербнера, поширення насильства на телебаченні не є наслідком бажань глядачів. Аудиторія, навпаки, не хоче постійно бачити прояви насильства на ТБ-продуктах, тому найбільш рейтинговими програмами залишаються комедії. Втім, насильство на телебаченні все одно є повсюдним, а кількість «запеклих» глядачів неодмінно збільшується.
Відбувається це, згідно з науковцем, за рядом причин.
По-перше, зображення насильства є найлегшим способом для виробників ТБ-продуктів вийти на глобальний ринок та здобути якомога більший прибуток. Якщо, наприклад, написання комедій для міжнародної аудиторії є складним процесом у зв’язку з необхідністю врахування різноманітних культурних відмінностей, то насильство, фактично, є однаковим індикатором для всіх суспільств. Зображення насильства не потребує жодного перекладу та взагалі використання фактору мови, воно не має різнитись, залежно від тих чи інших культур.
Саме тому насильство є універсальним елементом, який активно експлуатують на телебаченні заради комерційної вигоди. У своїй роботі «ТБ-насильство та мистецтво задавання неправильних питань» Гербнер спеціально навів цитату одного з продюсерів «Міцного горішку-2»: «Кожен розуміє бойовик. Якщо я розповім жарт, ви можете не зрозуміти його, але, коли пуля проходить скрізь вікно, всі ми знаємо, що або хто впаде на землю, незалежно від мови». 
По-друге, саме насильство на ТБ транслюється так, щоб захопити глядача та замість огиди викликати в нього інтерес. Гербнер назвав це явище «щасливим насильством». Його зображення є гламурним, ефектним, швидким, безболісним, завжди призводить до щасливого завершення та розроблене не для того, щоб засмучувати аудиторію, а щоб спонукати її до покупки комерційної продукції тощо.

### Сумніви щодо висвітлення тероризму
У власній роботі «Насильство та терор у медіа» Гербнер, відштовхуючись від досліджень інших науковців, запропонував дивитись на тему висвітлення терористичних актів працівниками ЗМІ під таким кутом, що глядачі, насправді, можуть бути жертвами цього процесу.
Так, Гербнер зауважив, що страх навколо теми тероризму здатен створюватись штучно. Важливим чинником є спосіб подачі матеріалу, коли навіть ситуації, в яких справжніх жертв було мінімум, можуть зображуватись як надзвичайна, неминуча небезпека і в майбутньому.
Можлива і обернена сторона медалі, за якої увага ЗМІ до тероризму є недостатньою. Наприклад, фокусування на висвітленні індивідуальних правопорушень здатне відволікти увагу від безпосередньо тероризму державного рівня.
Відповідно, Гербнер дійшов висновку, що «справжньою жертвою є здатність суспільства раціонально та креативно думати щодо конфлікту, несправедливості, трагедії».

### Альтернативне бачення індустрії ТБ
Гербнер пропонував альтернативні шляхи функціонування індустрії телебачення. Його бажанням було існування гендерно рівної, толерантної картинки на ТБ, з демонстрацією здорових рекламних продуктів та чесним відображенням реального світу.
Для реалізації цієї мети Гербнер заохочував у своїх працях створення контролюючого органу в США, який мав би запобігати появу монополій на ринку. До цього органу мали б залучатись звичайні громадяни (іншими словами, просто глядачі ТБ) – таким чином, телебачення стало б працювати, відповідно до інтересів аудиторії, а не до власних комерційних потреб.

## Критика робіт Гербнера
Основна критика праць Гербнера стосується теорії культивації.
По-перше, неоднозначним в даній концепції виглядає причино-наслідковий зв'язок. Боязнь індивідів самостійно гуляти по вулиці вночі та частий перегляд ТБ («запеклі» глядачі) може бути і оберненим зв’язком. Не другий чинник призводить до першого, а навпаки: оскільки люди бояться гуляти вночі та вважають оточення небезпечним, тому вони і часто дивляться телебачення вдома, особливо в цей час.
По-друге, критики Гербнера негативно звертаються до виявлених ним різниць у світосприйнятті «запеклих» і «помірних» глядачів, адже не тільки телебачення впливає на орієнтації, вірування індивідів та їхню оцінку середовища, а й інші соціальні явища (зокрема, комунікація з іншими, демографічні особливості точно).
По-третє, сумніви у колег Гербнера викликає і процедура збору даних. Суперечки стосуються апелювання до аналізу загальної картини ТБ, а не до конкретних програм, де зображуються конкретні процеси (наприклад, насильство).

## Наукові роботи Гербнера
Свою наукову діяльність Гербнер присвятив вивченню впливу телебачення на глядачів. Цей вибір дослідник пояснював тим, що феномен ТБ був новим для суспільства та потребував детального аналізу. «Наші діти виховуються в домах, де телебачення розповідає більшість історій. Перед тим, як діти йдуть до школи, що раніше вважалось першим місцем, де вони зіштовхувались з більшою культурою, вони інтегруються до телевізійного погляду на світ. Це не точка зору батьків, школи, спільнот чи навіть країн. Це й не точка зору креативних людей, яким є, що розповісти. Це точка зору жменьки конгломератів, яким є, що продати».
Всі праці Гербнера (включно з деякими неопублікованими матеріалами) наявні у відповідному розділі Інтернет-сайту школи з комунікації ім. В. Анненберга Пенсільванського університету під назвою «Архів Джорджа Гербнера».